# Adam Driver
Adam Driver, född 19 november 1983 i San Diego, Kalifornien, är en amerikansk skådespelare.
Adam Driver föddes i San Diego men växte upp i Mishawaka, Indiana. Han har tjänstgjort drygt två år inom USA:s marinkår men lämnade den när han skadade bröstbenet. Han började då studera drama på Juilliard School och tog examen där 2009.
Han inledde sin karriär med att stå på scen och har gjort flera roller på Broadway. Driver fick sitt publika genombrott i TV-serien Girls  där han spelade rollen som Adam Sackler. Han har även haft roller i långfilmer som J. Edgar (2011) och Lincoln (2012) samt Inside Llewyn Davis (2013). Driver spelar rollen Kylo Ren i Star Wars-filmerna The Force Awakens (2015), The Last Jedi (2017) och The Rise of Skywalker (2019). Driver Oscarnominerades för sin biroll som polisen Flip Zimmerman i filmen BlacKkKlansman (2018).

## Filmografi
- 2009 – The Unusuals (TV-serie)
- 2010 – Law & Order (TV-serie)
- 2010 – You Don't Know Jack
- 2011 – J. Edgar
- 2012 – Gayby
- 2012 – Not Waving But Drowning
- 2012 – Frances Ha
- 2012 – Lincoln
- 2012–2017 – Girls (TV-serie)
- 2013 – Bluebird
- 2013 – Inside Llewyn Davis
- 2013 – Tracks
- 2014 – What If
- 2014 – Hungry Hearts
- 2014 – While We're Young
- 2015 – Star Wars: The Force Awakens
- 2016 – Midnight Special
- 2016 – Paterson
- 2016 – Silence
- 2017 – The Meyerowitz Stories
- 2017 – Logan Lucky
- 2017 – Star Wars: The Last Jedi
- 2018 – BlacKkKlansman
- 2018 – The Man Who Killed Don Quixote
- 2019 – Star Wars: The Rise of Skywalker
- 2019 – Marriage Story
- 2021 – Annette
- 2023 – 65
- 2023 – Ferrari
- 2025 – Father Mother Sister Brother

## Priser och utmärkelser
- Lucille Lortel Award för bästa manliga biroll,  2012[3]
- Volpipokalen för bästa manliga skådespelare, för Hungry Hearts,  6 september 2014[4]
- Saturn Award för bästa manliga biroll, för Star Wars: The Force Awakens,  2016
- MTV Movie Award för bästa skurk, för Star Wars: The Force Awakens,  2016
- The Independent Spirit Awards,  2020

[Redigera Wikidata]